# Maurice Kottelat
Maurice Kottelat, né le 16 juillet 1957 à Delémont, est un ichtyologiste suisse qui vit actuellement à Delémont, dans le Canton du Jura, en Suisse.
Il a découvert, avec Tan Heok Hui (en), le plus petit vertébré du monde, Paedocypris progenetica. Il est à l'origine de la découverte de 400 espèces de poissons.

## Biographie
Le 4 novembre 2006, il obtient le titre universitaire de docteur honoris causa de l'université de Neuchâtel en Suisse lors de la cérémonie du Dies Academicus. Il est  membre de la Commission internationale de nomenclature zoologique (1997-2007), membre correspondant du Muséum d'histoire naturelle de Genève, membre d'honneur de la Société américaine des ichtyologistes et des herpétologistes et président de la Société européenne d'ichtyologie.
Maurice Kottelat est le dédicataire d'au moins deux genres :
- Kottelatia Liao, Kullander & Fang, 2010
- Kottelatlimia Nalbant, 1994

Et de nombreuses espèces, dont :

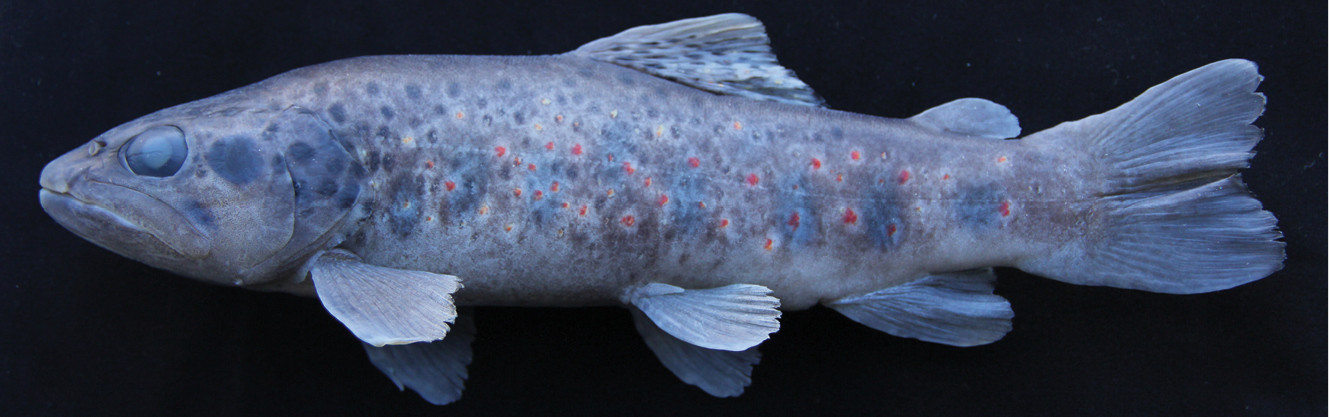
Holotype de Salmo kottelati Turan, Doğan, Kaya, & Kanyılmaz, 2014.

- Exostoma kottelati Darshan, Vishwanath, Abujam & Das, 2019
- Gyrodactylus kottelati Ergens & Scholz, 1992
- Laevimon kottelati Yeo & Ng, 2005
- Luciobarbus kottelati Turan, Ekmekçi, Ilhan & Engin, 2008
- Monodactylus kottelati Pethiyagoda, 1991
- Neogastromyzon kottelati Tan, 2006
- Rasbora kottelati Lim, 1995
- Salmo kottelati Turan, Doğan, Kaya, & Kanyılmaz, 2014
- Squalius kottelati Turan, Yilmaz & Kaya, 2009
- Tondanichthys kottelati Collette, 1995

## Publications
Maurice Kottelat est l'auteur de nombreuses publications, dont :
- (en) M. Kottelat, « A small collection of fresh-water fishes from Kalimantan, Borneo, with descriptions of one new genus and three new species of Cyprinidae », Revue suisse de zoologie, MHNG, vol. 89,‎ 1982, p. 419–437 (ISSN 0035-418X, DOI 10.5962/BHL.PART.82452).
- (en) M. Kottelat, « A new Rasbora s.l. (Pisces: Cyprinidae) from Northern Thailand », Revue suisse de zoologie, MHNG, vol. 91,‎ 1984, p. 717–723 (ISSN 0035-418X, DOI 10.5962/BHL.PART.81577).
- (en) M. Kottelat, « Notulae Ichthyologiae Orientalis V. A. synopsis of the oriental cyprinid genus Sikukia VI. Status of the Kampuchea cyprinid Albulichthy krempfi », Revue suisse de zoologie, MHNG, vol. 91,‎ 1984, p. 953–958 (ISSN 0035-418X, DOI 10.5962/BHL.PART.81591).
- (en) Maurice Kottelat, « Cobitis Linnaeus, 1758 (Osteichthyes, Cypriniformes): proposed designation of Cobitis taenia Linnaeus, 1758 as type species and request for a ruling on the stem of the family-group name Cobitididae Swainson, 1839. Z. N. (S.) 2566 », Bulletin of Zoological Nomenclature, Londres, International Trust for Zoological Nomenclature (d), vol. 43,‎ 1986, p. 360–362 (ISSN 0007-5167 et 2057-0570, OCLC 1753468, DOI 10.5962/BHL.PART.469).
- (en) M. Kottelat, « Two species of cavefishes from northern Thailand in the genera Nemacheilus and Homaloptera (Osteichthyes: Homalopteridae) », Records of the Australian Museum, Sydney, Australian Museum et Shane F. McEvey (d), vol. 40, no 4,‎ 16 décembre 1988, p. 225-231 (ISSN 0067-1975 et 2201-4349, OCLC 1385608, DOI 10.3853/J.0067-1975.40.1988.156).
- (en) M. Kottelat et Chu Xin-Luo, « A synopsis of Chinese balitorine loaches (Osteichthyes: Homalopteridae) with comments on their phylogeny and description of a new genus », Revue suisse de zoologie, MHNG, vol. 95,‎ 1988, p. 181–201 (ISSN 0035-418X, DOI 10.5962/BHL.PART.79647, lire en ligne).
- (en) M. Kottelat, « Indian and Indochinese species of Balitora (Osteichthyes: Cypriniformes) with descriptions of two new species and comments on the family-group names Balitoridae and Homalopteridae », Revue suisse de zoologie, MHNG, vol. 95,‎ 1988, p. 487–504 (ISSN 0035-418X, DOI 10.5962/BHL.PART.79667).
- (en) Maurice Kottelat, « Osteoglossum Cuvier, 1829 (Osteichthyes, Osteoglossiformes): proposed fixation of O. bicirrhosum Cuvier, 1829 as the name of the type species », Bulletin of Zoological Nomenclature, Londres, International Trust for Zoological Nomenclature (d), vol. 46,‎ 1989, p. 130–131 (ISSN 0007-5167 et 2057-0570, OCLC 1753468, DOI 10.5962/BHL.PART.509).
- Maurice Kottelat, Indochinese nemacheilines (œuvre écrite), Munich, 1990.
- (en) Maurice Kottelat, « Comments On The Proposed Precedence Of Homalopteridae Bleeker 1859 Over Balitoridae Swainson 1839 Osteichthyes Cypriniformes », Bulletin of Zoological Nomenclature, Londres, International Trust for Zoological Nomenclature (d), vol. 48,‎ 1991, p. 333–335 (ISSN 0007-5167 et 2057-0570, OCLC 1753468, DOI 10.5962/BHL.PART.769).
- (en) Maurice Kottelat, K. K. P. Lim et P. K. L. Ng, « Bagrus hoevenii Bleeker, 1846 (currently Hemibagrus hoevenii; Osteichthyes, Siluriformes): proposed designation of a neotype », Bulletin of Zoological Nomenclature, Londres, International Trust for Zoological Nomenclature (d), vol. 51,‎ 1994, p. 320–322 (ISSN 0007-5167 et 2057-0570, OCLC 1753468, DOI 10.5962/BHL.PART.7235).
- (en) P. K. L. Ng et Maurice Kottelat, « Osphronemus deissneri Bleeker, 1859 (currently Parosphromenus deissneri; Osteichthyes, Perciformes): proposed replacement of holotype by a neotype », Bulletin of Zoological Nomenclature, Londres, International Trust for Zoological Nomenclature (d), vol. 55,‎ 1998, p. 155–158 (ISSN 0007-5167 et 2057-0570, OCLC 1753468, DOI 10.5962/BHL.PART.174).
- (en) Maurice Kottelat et Alwyne Wheeler, « Comments on the proposed conservation of the names Labrus Linnaeus, 1758, Cichlasoma Swainson, 1839 and Polycentrus Müller & Troschel, 1848 by the designation of neotypes for Labrus bimaculatus Linnaeus, 1758 and L. punctatus Linnaeus, 1758 (Osteichthyes, Perciformes) », Bulletin of Zoological Nomenclature, Londres, International Trust for Zoological Nomenclature (d), vol. 55,‎ 1998, p. 237–239 (ISSN 0007-5167 et 2057-0570, OCLC 1753468, DOI 10.5962/BHL.PART.198).
- (en) H. H. Tan et M. Kottelat, « Redescription of Betta picta (Teleostei: Osphronemidae) and description of B. falx sp. n. from central Sumatra », Revue suisse de zoologie, MHNG, vol. 105,‎ 1998, p. 557–568 (ISSN 0035-418X, DOI 10.5962/BHL.PART.80050).
- (en) H.H. Ng et M. Kottelat, « The catfish genus Akysis Bleeker (Teleostei: Akysidae) in Indochina, with descriptions of six new species », Journal of Natural History, Taylor & Francis, vol. 32, no 7,‎ juillet 1998, p. 1057-1097 (ISSN 0022-2933 et 1464-5262, DOI 10.1080/00222939800770531).
- (en) Maurice Kottelat et Kai-Erik Witte, « Two new species of Microrasbora from Thailand and Myanmar, with two new generic names for small Southeast Asian cyprinid fishes (Teleostei: Cyprinidae) », Journal of South Asian Natural History, Colombo, Wildlife Heritage Trust of Sri Lanka, vol. 4, no 1,‎ mai 1999, p. 49-56 (ISSN 1022-0828, lire en ligne)
- (en) Maurice Kottelat, « Comment On The Proposed Designation Of A Single Neotype For Hemibagrus Nemurus (Valenciennes, 1840) (Osteichthyes, Siluriformes) And H. Sieboldii (Bleeker, 1846), And Of The Lectotype Of H. Planiceps », Bulletin of Zoological Nomenclature, Londres, International Trust for Zoological Nomenclature (d), vol. 56,‎ 1999, p. 271–272 (ISSN 0007-5167 et 2057-0570, OCLC 1753468, DOI 10.5962/BHL.PART.23093).
- (en) M. Kottelat et F. Bréhier, « Troglocyclocheilus khammouanensis, a new genus and species of cave fish from the Kammouan karst, Laos (Teleostei: Cyprinidae) », Revue suisse de zoologie, MHNG, vol. 106,‎ 1999, p. 347–359 (ISSN 0035-418X, DOI 10.5962/BHL.PART.80084).
- (en) H. H. Ng et M. Kottelat, « A review of the genus Batasio (Teleostei: Bagridae) in Indochina, with the description of B. tigrinus sp. n. from Thailand », Revue suisse de zoologie, MHNG, vol. 108,‎ 2001, p. 495–511 (ISSN 0035-418X, DOI 10.5962/BHL.PART.80159).
- (en) Maurice Kottelat, « Botia kubotai, a new species of loach (Teleostei: Cobitidae) from the Ataran River basin (Myanmar), with comments on botiine nomenclature and diagnosis of a new genus », Zootaxa, Magnolia Press (d), vol. 401, no 1,‎ 8 janvier 2004, p. 1–18 (ISSN 1175-5334 et 1175-5326, OCLC 49030618, DOI 10.11646/ZOOTAXA.401.1.1).
- (en) M. Kottelat, « Salaria economidisi, a new species of freshwater fish from Lake Trichonis, Greece, with comments on variation in S. fluviatilis (Teleostei: Blenniidae) », Revue suisse de zoologie, MHNG, vol. 111,‎ 2004, p. 121–137 (ISSN 0035-418X, DOI 10.5962/BHL.PART.80231).
- (en) H. H. Ng et M. Kottelat, « Amblyrhynchichthys micracanthus, a new species of cyprinid fish from Indochina (Cypriniformes: Cyprinidae) », Revue suisse de zoologie, MHNG, vol. 111,‎ 2004, p. 425–432 (ISSN 0035-418X, DOI 10.5962/BHL.PART.80246).
- (en) J. Freyhof et M. Kottelat, « Salvelinus evasus sp. n., a charr from deep waters of Lake Ammersee, southern Germany (Teleostei: Salmonidae), with comments on two extinct species », Revue suisse de zoologie, MHNG, vol. 112,‎ 2005, p. 253–269 (ISSN 0035-418X, DOI 10.5962/BHL.PART.80298).
- (en) Maurice Kottelat, Ralf Britz, Tan Heok Hui et Kai-Erik Witte, « Paedocypris, a new genus of Southeast Asian cyprinid fish with a remarkable sexual dimorphism, comprises the world's smallest vertebrate », Proceedings of the Royal Society B, Royal Society, vol. 273, no 1589,‎ 22 avril 2006, p. 895-899 (ISSN 0962-8452 et 1471-2954, PMID 16627273, PMCID 1560243, DOI 10.1098/RSPB.2005.3419, lire en ligne).
- (en) Lukas Rüber, Maurice Kottelat, Heok Hui Tan, Peter K L Ng et Ralf Britz, « Evolution of miniaturization and the phylogenetic position of Paedocypris, comprising the world's smallest vertebrate », BMC Evolutionary Biology, BMC et Springer Science+Business Media, vol. 7, no 1,‎ 2007, p. 38 (ISSN 1471-2148, OCLC 47657384, PMID 17355618, PMCID 1838906, DOI 10.1186/1471-2148-7-38).
- (en) Maurice Kottelat, Daniel R. Harries et Graham S. Proudlove, « Schistura papulifera, a new species of cave loach from Meghalaya, India (Teleostei: Balitoridae) », Zootaxa, Magnolia Press (d), vol. 1393, no 1,‎ 18 janvier 2007, p. 35–44 (ISSN 1175-5334 et 1175-5326, OCLC 49030618, DOI 10.11646/ZOOTAXA.1393.1.4).
- (en) M. Kottelat, R. Barbieri et M. T. Stoumboudi, « Aphanius almiriensis, a new species of toothcarp from Greece (Teleostei: Cyprinodontidae) », Revue suisse de zoologie, MHNG, vol. 114,‎ 2007, p. 13–31 (ISSN 0035-418X, DOI 10.5962/BHL.PART.80385).
- (en) H. H. Ng et M. Kottelat, « A review of the catfish genus Hara, with the description of four new species (Siluriformes: Erethistidae) », Revue suisse de zoologie, MHNG, vol. 114,‎ 2007, p. 471–505 (ISSN 0035-418X, DOI 10.5962/BHL.PART.80400).
- Jörg Freyhof et Maurice Kottelat, « Review of the Alburnus mento species group with description of two new species (Teleostei: Cyprinidae) », Ichthyological Exploration of Freshwaters, Verlag Dr. Friedrich Pfeil (d), vol. 18, no 3,‎ septembre 2007, p. 213-225 (ISSN 0936-9902).
- (en) Robin Abell, Michele L. Thieme, Carmen Revenga, Mark Bryer, Maurice Kottelat, Nina Bogutskaya, Brian Coad, Nick Mandrak, Salvador Contreras Balderas, William Bussing, Melanie L. J. Stiassny, Paul Skelton, Gerald R. Allen, Peter Unmack, Alexander Naseka, Rebecca Ng, Nikolai Sindorf, James Robertson, Eric Armijo, Jonathan V. Higgins, Thomas J. Heibel, Eric Wikramanayake, David Olson, Hugo L. López, Roberto E. Reis, John G. Lundberg, Mark H. Sabaj Pérez et Paulo Petry, « Freshwater Ecoregions of the World: A New Map of Biogeographic Units for Freshwater Biodiversity Conservation », BioScience, États-Unis, OUP et American Institute of Biological Sciences (d), vol. 58, no 5,‎ 1er mai 2008, p. 403-414 (ISSN 0006-3568 et 1525-3244, OCLC 610211421, DOI 10.1641/B580507).
- (en) Michael Hoffmann, Craig Hilton-Taylor, Ariadne Angulo, Monika Böhm, Thomas Brooks, Stuart H M Butchart, Kent E Carpenter, Janice Chanson, Ben Collen, Neil A Cox, William R T Darwall, Nicholas K Dulvy, Lucy R Harrison, Vineet Katariya, Caroline M Pollock, Suhel Quader, Nadia I Richman, Ana S L Rodrigues, Marcelo F Tognelli, Jean-Christophe Vié, John M Aguiar, David J Allen, Gerald R Allen, Giovanni Amori, Natalia B Ananjeva, Franco Andreone, Paul Andrew, Aida Luz Aquino Ortiz, Jonathan E M Baillie, Ricardo Baldi, Ben D Bell, S D Biju, Jeremy P Bird, Patricia Black-Decima, J Julian Blanc, Federico Bolaños, Wilmar Bolivar-G, Ian J Burfield, James A Burton, David R Capper, Fernando Castro, Gianluca Catullo, Rachel D Cavanagh, Alan Channing, Ning Labbish Chao, Anna M Chenery, Federica Chiozza, Viola Clausnitzer, Nigel J Collar, Leah C Collett, Bruce B Collette, Claudia F Cortez Fernandez, Matthew T Craig, Michael J Crosby, Neil Cumberlidge, Annabelle Cuttelod, Andrew E Derocher, Arvin C Diesmos, John S Donaldson, J W Duckworth, Guy Dutson, S K Dutta, Richard H Emslie, Aljos Farjon, Sarah Fowler, Jörg Freyhof, David L Garshelis, Justin Gerlach, David J Gower, Tandora D Grant, Geoffrey A Hammerson, Richard B Harris, Lawrence R Heaney, S Blair Hedges, Jean-Marc Hero, Baz Hughes, Syed Ainul Hussain, Javier Icochea M, Robert F Inger, Nobuo Ishii, Djoko T Iskandar, Richard K B Jenkins, Yoshio Kaneko, Maurice Kottelat, Kit M Kovacs, Sergius L Kuzmin, Enrique La Marca, John F Lamoreux, Michael W N Lau, Esteban O Lavilla, Kristin Leus, Rebecca L Lewison, Gabriela Lichtenstein, Suzanne R Livingstone, Vimoksalehi Lukoschek, David P Mallon, Philip J K McGowan, Anna McIvor, Patricia D Moehlman, Sanjay Molur, Antonio Muñoz Alonso, John A Musick, Kristin Nowell, Ronald A Nussbaum, Wanda Olech, Nikolay L Orlov, Theodore J Papenfuss, Gabriela Parra-Olea, William F Perrin, Beth A Polidoro, Mohammad Pourkazemi, Paul A Racey, James S Ragle, Mala Ram, Galen Rathbun, Robert P Reynolds, Anders G J Rhodin, Stephen J Richards, Lily O Rodríguez, Santiago R Ron, Carlo Rondinini, Anthony B Rylands, Yvonne Sadovy de Mitcheson, Jonnell C Sanciangco, Kate L Sanders, Georgina Santos-Barrera, Jan Schipper, Caryn Self-Sullivan, Yichuan Shi, Alan Shoemaker, Frederick T Short, Claudio Sillero-Zubiri, Débora L Silvano, Kevin G Smith, Andrew T Smith, Jos Snoeks, Alison J Stattersfield, Andrew J Symes, Andrew B Taber, Bibhab K Talukdar, Helen J Temple, Rob Timmins, Joseph A Tobias, Katerina Tsytsulina, Denis Tweddle, Carmen Ubeda, Sarah V Valenti, Peter Paul van Dijk, Liza M Veiga, Alberto Veloso, David C Wege, Mark Wilkinson, Elizabeth A Williamson, Feng Xie, Bruce E Young, H Resit Akçakaya, Leon Bennun, Tim M Blackburn, Luigi Boitani, Holly T Dublin, Gustavo A B da Fonseca, Claude Gascon, Thomas E Lacher, Georgina Mace, Susan A Mainka, Jeffery A McNeely, Russell A Mittermeier, Gordon McGregor Reid, Jon Paul Rodriguez, Andrew A Rosenberg, Michael J Samways, Jane Smart, Bruce A Stein et Simon N Stuart, « The impact of conservation on the status of the world's vertebrates », Science, Amérique septentrionale, AAAS, vol. 330, no 6010,‎ 26 octobre 2010, p. 1503-1509 (ISSN 0036-8075 et 1095-9203, OCLC 1644869, PMID 20978281, DOI 10.1126/SCIENCE.1194442).
- Ralf Britz, Maurice Kottelat et Heok Hui Tan, « Fangfangia spinocleithralis, a new genus and species of miniature cyprinid fish from the peat swamp forests of Borneo (Teleostei: Cyprinidae) », Ichthyological Exploration of Freshwaters, Verlag Dr. Friedrich Pfeil (d), vol. 22, no 4,‎ décembre 2011, p. 289-384 (ISSN 0936-9902).
- (en) Maurice Kottelat, « Rasbora rheophila, a new species of fish from northern Borneo (Teleostei: Cyprinidae) », Revue suisse de zoologie, MHNG, vol. 119,‎ 2012, p. 77–87 (ISSN 0035-418X, DOI 10.5962/BHL.PART.150144).
- (en) Maurice Kottelat, « Draconectes narinosus, a new genus and species of cave fish from an island of Halong Bay, Vietnam (Teleostei: Nemacheilidae) », Revue suisse de zoologie, MHNG, vol. 119,‎ 2012, p. 341–349 (ISSN 0035-418X, DOI 10.5962/BHL.PART.150197).
- (en) Maurice Kottelat, « Dates of publication of Bleeker’s Atlas ichthyologique and Poissons de Madagascar », Zootaxa, Magnolia Press (d), vol. 3681, no 3,‎ 21 juin 2013, p. 281–285 (ISSN 1175-5334 et 1175-5326, OCLC 49030618, PMID 25232609, DOI 10.11646/ZOOTAXA.3681.3.7).
- (en) Maurice Kottelat, « The valid generic names for the fish species usually placed in Cyclocheilichthys (Pisces: Cyprinidae) », Zootaxa, Magnolia Press (d), vol. 3640, no 3,‎ 18 avril 2013, p. 479–482 (ISSN 1175-5334 et 1175-5326, OCLC 49030618, PMID 26000430, DOI 10.11646/ZOOTAXA.3640.3.10).
- (en) Heok Hee Ng et Maurice Kottelat, « A name for the glass catfish (Teleostei: Siluridae) revisited », Zootaxa, Magnolia Press (d), vol. 3640, no 2,‎ 17 avril 2013, p. 299–300 (ISSN 1175-5334 et 1175-5326, OCLC 49030618, PMID 26000420, DOI 10.11646/ZOOTAXA.3640.2.12).
- (en) Davut Turan, Maurice Kottelat et Esra Doğan, « Two new species of Squalius, S. adanaensis and S. seyhanensis (Teleostei: Cyprinidae), from the Seyhan River in Turkey », Zootaxa, Magnolia Press (d), vol. 3637, no 3,‎ 11 avril 2013, p. 307–324 (ISSN 1175-5334 et 1175-5326, OCLC 49030618, PMID 26046199, DOI 10.11646/ZOOTAXA.3637.3.4).
- (en) Heok Hee Ng et Maurice Kottelat, « The identity of the cyprinid fishes Rasbora dusonensis and R. tornieri (Teleostei: Cyprinidae) », Zootaxa, Magnolia Press (d), vol. 3635, no 1,‎ 25 mars 2013, p. 62–70 (ISSN 1175-5334 et 1175-5326, OCLC 49030618, PMID 26097931, DOI 10.11646/ZOOTAXA.3635.1.6).
- (en) Heok Hee Ng et Maurice Kottelat, « After eighty years of misidentification, a name for the glass catfish (Teleostei: Siluridae) », Zootaxa, Magnolia Press (d), vol. 3630, no 2,‎ 20 mars 2013, p. 308–316 (ISSN 1175-5334 et 1175-5326, OCLC 49030618, PMID 26131513, DOI 10.11646/ZOOTAXA.3630.2.6).
- (en) Davut Turan, Maurice Kottelat et Esra Doğan, « Two new species of Squalius, S. adanaensis and S. seyhanensis (Teleostei: Cyprinidae), from the Seyhan River in Turkey », Zootaxa, Magnolia Press (d), vol. 3637, no 3,‎ 11 avril 2013, p. 307–324 (ISSN 1175-5334 et 1175-5326, OCLC 49030618, PMID 26046199, DOI 10.11646/ZOOTAXA.3637.3.4).
- (en) Heok Hee Ng et Maurice Kottelat, « The identity of the cyprinid fishes Rasbora dusonensis and R. tornieri (Teleostei: Cyprinidae) », Zootaxa, Magnolia Press (d), vol. 3635, no 1,‎ 25 mars 2013, p. 62–70 (ISSN 1175-5334 et 1175-5326, OCLC 49030618, PMID 26097931, DOI 10.11646/ZOOTAXA.3635.1.6).
- (en) Heok Hee Ng et Maurice Kottelat, « After eighty years of misidentification, a name for the glass catfish (Teleostei: Siluridae) », Zootaxa, Magnolia Press (d), vol. 3630, no 2,‎ 20 mars 2013, p. 308–316 (ISSN 1175-5334 et 1175-5326, OCLC 49030618, PMID 26131513, DOI 10.11646/ZOOTAXA.3630.2.6).
- (en) Maurice Kottelat, « Dates of publication of Bleeker’s Atlas ichthyologique and Poissons de Madagascar », Zootaxa, Magnolia Press (d), vol. 3681, no 3,‎ 21 juin 2013, p. 281–285 (ISSN 1175-5334 et 1175-5326, OCLC 49030618, PMID 25232609, DOI 10.11646/ZOOTAXA.3681.3.7).
- (en) Maurice Kottelat, « The valid generic names for the fish species usually placed in Cyclocheilichthys (Pisces: Cyprinidae) », Zootaxa, Magnolia Press (d), vol. 3640, no 3,‎ 18 avril 2013, p. 479–482 (ISSN 1175-5334 et 1175-5326, OCLC 49030618, PMID 26000430, DOI 10.11646/ZOOTAXA.3640.3.10).
- (en) Heok Hee Ng et Maurice Kottelat, « A name for the glass catfish (Teleostei: Siluridae) revisited », Zootaxa, Magnolia Press (d), vol. 3640, no 2,‎ 17 avril 2013, p. 299–300 (ISSN 1175-5334 et 1175-5326, OCLC 49030618, PMID 26000420, DOI 10.11646/ZOOTAXA.3640.2.12).
- (en) Heok Hee Ng et Maurice Kottelat, « Clarias serniosus, a new walking catfish (Teleostei: Clariidae) from Laos », Zootaxa, Magnolia Press (d), vol. 3884, no 5,‎ 18 novembre 2014, p. 437–444 (ISSN 1175-5334 et 1175-5326, OCLC 49030618, PMID 25543801, DOI 10.11646/ZOOTAXA.3884.5.4).
- (en) M F Geiger, F Herder, Michael T. Monaghan, V Almada, R Barbieri, Michel Bariche, P Berrebi, J Bohlen, M Casal-Lopez, G B Delmastro, G P J Denys, A Dettai, Ignacio Doadrio Villarejo, E Kalogianni, H Kärst, M Kottelat, Marcelo Kovačić, Martin Laporte, Massimo Lorenzoni, Z Marčić, M Özuluğ, A Perdices, Silvia Perea Aranda, H Persat, S Porcelotti, C Puzzi, Joana Isabel Robalo, R Šanda, M Schneider, V Šlechtová, M Stoumboudi, S Walter et J Freyhof, « Spatial heterogeneity in the Mediterranean Biodiversity Hotspot affects barcoding accuracy of its freshwater fishes », Molecular Ecology Resources, Wiley-Blackwell, vol. 14, no 6,‎ 15 avril 2014, p. 1210-1221 (ISSN 1755-098X et 1755-0998, PMID 24690331, DOI 10.1111/1755-0998.12257).
- (en) Maurice Kottelat, « Fried spicy Linnaeus—the consequences of indiscriminate citation of authors of scientific names », Zootaxa, Magnolia Press (d), vol. 3936, no 1,‎ 18 mars 2015, p. 147–150 (ISSN 1175-5334 et 1175-5326, OCLC 49030618, PMID 25947428, DOI 10.11646/ZOOTAXA.3936.1.10).
- (en) Heok Hee Ng et Maurice Kottelat, « The Glyptothorax of Sundaland: a revisionary study (Teleostei: Sisoridae) », Zootaxa, Magnolia Press (d), vol. 4188, no 1,‎ 8 novembre 2016, p. 1–92 (ISSN 1175-5334 et 1175-5326, OCLC 49030618, PMID 27988768, DOI 10.11646/ZOOTAXA.4188.1.1).
- (en) Maurice Kottelat, « On Gonorynchus, Gonorhynchus, Gonorinchus, Gonorhinchus and Gonorrhynchus, and some other names of labeonine fishes (Teleostei: Gonorynchidae and Cyprinidae) », Zootaxa, Magnolia Press (d), vol. 4178, no 3,‎ 25 octobre 2016, p. 443–450 (ISSN 1175-5334 et 1175-5326, OCLC 49030618, PMID 27811718, DOI 10.11646/ZOOTAXA.4178.3.8).
- (en) Heok Hee Ng et Maurice Kottelat, « The Glyptothorax of the Bolaven Plateau, Laos (Teleostei: Sisoridae): new and endangered », Zootaxa, Magnolia Press (d), vol. 4238, no 3,‎ 5 mars 2017, p. 406-416 (ISSN 1175-5334 et 1175-5326, OCLC 49030618, PMID 28603264, DOI 10.11646/ZOOTAXA.4238.3.7).
- (en) Maurice Kottelat, « Speolabeo, a new genus name for the cave fish Bangana musaei (Teleostei: Cyprinidae) », Zootaxa, Magnolia Press (d), vol. 4254, no 4,‎ 19 avril 2017, p. 493-499 (ISSN 1175-5334 et 1175-5326, OCLC 49030618, PMID 28609956, DOI 10.11646/ZOOTAXA.4254.4.6).
- (en) Maurice Kottelat, « Schistura epixenos, a new species of loach from the Nakai Plateau, Laos (Teleostei: Nemacheilidae) », Zootaxa, Magnolia Press (d), vol. 4300, no 1,‎ 1er août 2017, p. 44–54 (ISSN 1175-5334 et 1175-5326, OCLC 49030618, DOI 10.11646/ZOOTAXA.4300.1.2).
- (en) Davut Turan, Maurice Kottelat et Esra Bayçelebi, « Squalius semae, a new species of chub from the Euphrates River, Eastern Anatolia (Teleostei: Cyprinidae) », Zoology in the Middle East, Taylor & Francis, vol. 63, no 1,‎ 2 janvier 2017, p. 33-42 (ISSN 0939-7140 et 2326-2680, DOI 10.1080/09397140.2017.1290761).